# زنبق شرقی
زنبق شرقی (نام علمی: Iris orientalis) نام یک گونه از سرده زنبق است.